# Седрал (Мараньян)

Седрал на карте штата.

Седрал (порт. Cedral) — муниципалитет в Бразилии, входит в штат Мараньян. Составная часть мезорегиона Север штата Мараньян. Входит в экономико-статистический микрорегион Литорал-Осидентал-Мараньенси. Население составляет 10 297 человек на 2010 год. Занимает площадь 283,186 км². Плотность населения — 36,36 чел./км².

## Демография
Согласно сведениям, собранным в ходе переписи 2010 г. Национальным институтом географии и статистики (IBGE), население муниципалитета составляет:
| Полное население                               | Полное население                               | Полное население                               | Полное население                               | 10 297 |
| ---------------------------------------------- | ---------------------------------------------- | ---------------------------------------------- | ---------------------------------------------- | ------ |
| в том числе:                                   | Городское население                            | 2397                                           | Процент городского населения, %                | 23,28  |
|                                                | Сельское население                             | 7900                                           | Процент сельского населения, %                 | 76,72  |
|                                                | Мужское население                              | 5395                                           | Процент мужского населения, %                  | 52,39  |
|                                                | Женское население                              | 4902                                           | Процент женского населения, %                  | 47,61  |
| Плотность населения, чел/км²                   | Плотность населения, чел/км²                   | Плотность населения, чел/км²                   | Плотность населения, чел/км²                   | 36,36  |
| Население муниципалитета в % к населению штата | Население муниципалитета в % к населению штата | Население муниципалитета в % к населению штата | Население муниципалитета в % к населению штата | 0,16   |

По данным оценки 2016 года, население муниципалитета составляет 10 455 жителей.

## История
Город основан 9 июня 1964 года.

## Статистика
- Валовой внутренний продукт на 2014 год составляет 251 371 000 реалов (данные: Бразильский институт географии и статистики)[1].
- Валовой внутренний продукт на душу населения на 2014 год составляет 29 019,97 реалов (данные: Бразильский институт географии и статистики)[1].
- Индекс человеческого развития на 2010 год составляет 0,766 (данные: Программа развития ООН)[2].

## География
Климат местности: тропический, гумидный.